# Anselme Réan
Anselme Réan (Aosta, 1855 - 1928) fou un metge i polític valldostà, un dels pares del nacionalisme valldostà. Era membre d'una família burgesa, estudià medicina fora de la vall però hi tornà per a exercir el seu ofici. Inspirat en el catolicisme liberal, era defensor convençut de la unitat italiana. El 1888 amb Édouard Duc fundà el diari Le Valdôtain i escriví Les scandales du cléricalisme intransigeant (1892). El 1887 fou escollit regidor de l'ajuntament d'Aosta, càrrec en el qual fou sovint reescollit i el 1903 li oferiren el càrrec d'alcalde, però el va rebutjar.
El 1901 s'enfrontaria als clergats més conservadors per qüestions escolars, i el 1906 fundà el diari Le Progrés. El 1909 fundà la Lliga Valldostana, batejada el 1912 com a Comité italien pour la protection de la langue française. El 1919 envià una petició a favor de la llengua francesa a Aosta al delegat italià a la Pau de Versalles, i s'afilià al Partit Popular Italià per donar-li un color autonomista. La seva actitud ambigua amb el feixisme l'enemistà amb Émile Chanoux i Joseph Trèves.